# Alloxantha sahariana
Alloxantha sahariana es una especie de coleóptero de la familia Oedemeridae.

## Distribución geográfica
Habita en Marruecos.